# Drahičyn
Drahičyn (in bielorusso Драгічын?; in russo Дрогичин?) è una città della Bielorussia, situata nella regione di Brėst.